# هارتفورد، چشر
هارتفورد (به انگلیسی: Hartford) یک روستا و محله مدنی در بریتانیا است که در Cheshire West and Chester واقع شده‌است. هارتفورد ۵٬۵۱۵ نفر جمعیت دارد.